# دوري تونغا لكرة القدم 2010–11
دوري تونغا لكرة القدم 2010–11 هو موسم من دوري تونغا لكرة القدم. فاز فيه Lotohaʻapai United ‏.